# Alexander Petritz
Alexander Petritz (* 14. November 1965 in Rijeka, SR Kroatien, Jugoslawien) ist Architekt und Stadtplaner.
Petritz studierte an der Technischen Universität Wien mit Schwerpunkten „strategische Regionalentwicklung“ und „strategische Stadtentwicklung“. In den Jahren 1991–2001 war er Koordinator und Beauftragter der österreichischen Bundesregierung für Wiederaufbau und technische Zusammenarbeit mit den Jugoslawischen Nachfolgestaaten (Kroatien, Bosnien-Herzegowina, Serbien, Montenegro, Kosovo). Er war an der Entwicklung von „Regional and Urban Development Strategies“ für die Region beteiligt. 1994 gründete er das ISEC (Institute for South East European Cooperation) und 1999 das ISRED (Institute for Strategic Regional Development). Er wirkt als Dozent an der Technischen Universität Wien, an den Universitäten von Sarajevo und Rijeka sowie an der Alpen-Adria-Universität Klagenfurt.
| Personendaten    | Personendaten                         |
| ---------------- | ------------------------------------- |
| NAME             | Petritz, Alexander                    |
| KURZBESCHREIBUNG | kroatischer Architekt und Stadtplaner |
| GEBURTSDATUM     | 14. November 1965                     |
| GEBURTSORT       | Rijeka, Jugoslawien                   |